# LAF-kast
Een LAF-kast of laminair airflow kast is bedoeld om de in de kast gebruikte materialen te beschermen tegen omgevingsinvloeden. De werking van deze kasten berust meestal op het principe van een gefilterde laminaire luchtstroom welke zich over de werkruimte beweegt. Veel voorkomende principes betreffen een horizontale luchtstroom (crossflow) of een verticale luchtstroom (downflow).
Ook wordt de term LAF-kast vaak gebruikt als verwijzing naar een microbiologische werkbank klasse II. Deze werkbanken beschikken meestal ook over een verticale luchtstroom maar zijn daarnaast ook voorzien van een inwaartse luchtstroom voor bescherming van de gebruiker. De crossflow en downflow kasten bieden geen bescherming aan de gebruiker.
Er is geen Europese standaard voor downflow en crossflowkasten. Echter, voor de beoordeling van de prestaties kan gebruik worden gemaakt van de NEN-EN ISO 14644-3, 'Cleanrooms and associated controlled environments = Part 3: test methods'.

## cleanroomstandaard ISO 14644-1:1999
|        | deeltjes/m³ | deeltjes/m³ | deeltjes/m³ | deeltjes/m³ | deeltjes/m³ | deeltjes/m³ |
| Klasse | 0,1 µm      | 0,2 µm      | 0,3 µm      | 0,5 µm      | 1 µm        | 5 µm        |
| ------ | ----------- | ----------- | ----------- | ----------- | ----------- | ----------- |
| ISO 1  | 10          | 2           |             |             |             |             |
| ISO 2  | 100         | 24          | 10          | 4           |             |             |
| ISO 3  | 1000        | 237         | 102         | 35          | 8           |             |
| ISO 4  | 10 000      | 2370        | 1020        | 352         | 83          |             |
| ISO 5  | 100 000     | 23 700      | 10 200      | 3520        | 832         | 29          |
| ISO 6  | 1 000 000   | 237 000     | 102 000     | 35 200      | 8320        | 293         |
| ISO 7  |             |             |             | 352 000     | 83 200      | 2930        |
| ISO 8  |             |             |             | 3 520 000   | 832 000     | 29 300      |
| ISO 9  |             |             |             | 35 200 000  | 8 320 000   | 293 000     |